# Västafrikanska hjärnhinneinflammationutbrottet 2009–2010

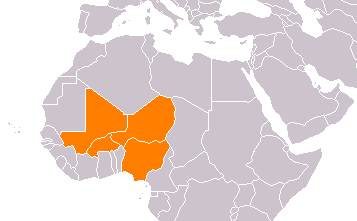
Länder som drabbades av utbrottet.

Västafrikanska hjärnhinneinflammationutbrottet 2009–2010 var en epidemi av bakteriell hjärnhinneinflammation (av typen Meningokocker) som pågick i Burkina Faso, Mali, Niger, och Nigeria med start i januari 2009,, något som är en årlig risk i Afrikanska hjärnhinneinflammationbältet. Totalt infekterades 13 516 personer av hjärnhinneinflammation och 931 avled. Under epidemin gick en tredjedel av världens förråd av vaccinet åt enligt uppgift från WHO.

## Bakgrund
Varje år drabbas området av utbrott och mellan 25 000 och 200 000 drabbas, men det här var det värsta sedan 1996. Då, 1996, smittades under en tremånadersperiod över 100 000 personer och fler än 10 000 dog.

## Drabbade länder
| Land         | Infekterade | Dödsfall |
| Nigeria      | 9 086       | 562      |
| Niger        | 2 620       | 113      |
| Burkina Faso | 1 756       | 250      |
| Mali         | 54          | 6        |
| Totalt       | 13 516      | 931      |

I Burkina Faso var dödligheten drygt 14% och under samma tid dog 13 personer i ett mässlingutbrott. Nigeria drabbades hårdast, med 333 dödsfall de tre första månaderna. I Niger var dödligheten hälften så stor som i utbrottet 2008 men istället infekterades åtta gånger så många personer. Mali klarade sig lindrigast av de fyra drabbade länderna. Där pågick samtidigt prover av vaccin mot hjärnhinneinflammation.